# Discografia de Spoon
A discografia de Spoon é composta por 10 álbuns de estúdio, quatro extended plays (EPs) e 26 singles. Formado em 1993 em Austin, Texas por Britt Daniel (vocal, guitarra) e Jim Eno (bateria), Spoon lançou seu primeiro álbum de estúdio, Telephono, em 1996 pela Matador Records. Seu sucessor, A Series of Sneaks, foi lançado em 1998 pela Elektra, que posteriormente deixou a banda. Spoon assinou com a Merge Records, onde obteve maior sucesso comercial e crítico com os álbuns Girls Can Tell (2001), Kill the Moonlight (2002), e particularmente Gimme Fiction (2005), que estreou no 44 no Billboard 200 e vendeu mais de 300.000 cópias nos EUA. Os três álbuns seguintes do grupo - Ga Ga Ga Ga Ga (2007), Transference (2010) e They Want My Soul (2014) - alcançaram o top 10 das paradas americanas, enquanto os dois últimos chegaram ao top 20 no Canadá e os 50 melhores da Austrália. O nono álbum da banda, Hot Thoughts, foi lançado em 17 de março de 2017. O décimo, Lucifer on the Sofa, foi lançado em 2022.

## Álbuns

### Álbuns de estúdio
| Telephono                                                                                | - Lançamento: 23 de abril de 1996 - Selo: Matador - Formatos: CD, LP               | —  | —  | —   | —  | —  | —   | —  | —  | —  | —   |
| A Series of Sneaks                                                                       | - Lançamento: 5 de maio de 1998 - Selo: Elektra - Formatos: CD, LP                 | —  | —  | —   | —  | —  | —   | —  | —  | —  | —   |
| Girls Can Tell                                                                           | - Lançamento: 20 de fevereiro de 2001 - Selo: Merge - Formatos: CD, LP             | —  | —  | —   | —  | —  | —   | —  | —  | —  | —   |
| Kill the Moonlight                                                                       | - Lançamento: 20 de agosto de 2002 - Selo: Merge - Formatos: CD, LP                | —  | —  | —   | —  | —  | —   | —  | —  | —  | —   |
| Gimme Fiction                                                                            | - Lançamento: 10 de maio de 2005 - Selo: Merge - Formatos: CD, LP, download        | 44 | —  | —   | —  | —  | —   | —  | —  | —  | —   |
| Ga Ga Ga Ga Ga                                                                           | - Lançamento: 7 de julho de 2007 - Selo: Merge - Formatos: CD, LP, download        | 10 | 57 | —   | —  | —  | —   | —  | —  | —  | —   |
| Transference                                                                             | - Lançamento: 15 de janeiro de 2010 - Selo: Merge - Formatos: CD, LP, download     | 4  | 47 | —   | 20 | —  | 158 | —  | —  | —  | —   |
| They Want My Soul                                                                        | - Lançamento: 5 de agosto de 2014 - Selo: Loma Vista - Formatos: CD, LP, download  | 4  | 43 | 112 | 10 | —  | 100 | 50 | —  | —  | 102 |
| Hot Thoughts                                                                             | - Lançamento: 17 de março de 2017 - Selo: Matador - Formatos: CD, LP, download     | 17 | 21 | 48  | 39 | 40 | 171 | 27 | 28 | 33 | 76  |
| Lucifer on the Sofa                                                                      | - Lançamento: 11 de fevereiro de 2022 - Selo: Matador - Formatos: CD, LP, download | 38 | 41 | 70  | —  | 30 | 188 | 41 | 50 | 47 | 92  |
| "—" denota uma gravação que não entrou nas paradas ou não foi lançada naquele território |                                                                                    |    |    |     |    |    |     |    |    |    |     |

### Compilações
| Everything Hits at Once                                                                   | - Lançamento: 26 de julho de 2019 - Selo: Matador - Formatos: CD, LP, download | — | 15 |
| All the Weird Kids Up Front (Más Rolas Chidas)                                            | - Lançamento: 29 de agosto de 2020 - Selo: Matador - Formatos: LP              | — | —  |
| "—" denota uma gravação que não entrou nas paradas ou não foi lançada naquele território. |                                                                                |   |    |

## EPs
- Nefarious (1994, Fluffer)
- Soft Effects (1997, Matador; Reeditado em 2006, Mesclar)
- 30 Gallon Tank (1998, Elektra)
- Love Ways (2000, Merge)
- Don't You Evah (2008, Merge)
- Got Nuffin (2009, Merge)

## Singles
| "All the Negatives Have Been Destroyed"                                                 | 1996 | —  | —  | —  | — | —  | — | —  | —  | —   | Telephono               |
| "Not Turning Off"                                                                       | 1996 | —  | —  | —  | — | —  | — | —  | —  | —   | Telephono               |
| "Anticipation"                                                                          | 1998 | —  | —  | —  | — | —  | — | —  | —  | —   | —                       |
| "The Agony of Laffitte"                                                                 | 1999 | —  | —  | —  | — | —  | — | —  | —  | —   | —                       |
| "Anything You Want"                                                                     | 2001 | —  | —  | —  | — | —  | — | —  | —  | —   | Girls Can Tell          |
| "Everything Hits at Once"                                                               | 2001 | —  | —  | —  | — | —  | — | —  | —  | —   | Girls Can Tell          |
| "Car Radio"                                                                             | 2001 | —  | —  | —  | — | —  | — | —  | —  | —   | A Series of Sneaks      |
| "Text Later"                                                                            | 2002 | —  | —  | —  | — | —  | — | —  | —  | —   | —                       |
| "Someone Something"                                                                     | 2002 | —  | —  | —  | — | —  | — | —  | —  | —   | Kill the Moonlight      |
| "Jonathon Fisk"                                                                         | 2002 | —  | —  | —  | — | —  | — | —  | —  | —   | Kill the Moonlight      |
| "Stay Don't Go"                                                                         | 2003 | —  | —  | —  | — | —  | — | —  | —  | —   | Kill the Moonlight      |
| "The Way We Get By"                                                                     | 2003 | —  | —  | —  | — | —  | — | —  | —  | —   | Kill the Moonlight      |
| "I Turn My Camera On"                                                                   | 2005 | 31 | —  | —  | — | —  | — | —  | —  | 194 | Gimme Fiction           |
| "My First Time Volume 3"                                                                | 2005 | —  | —  | —  | — | —  | — | —  | —  | —   | —                       |
| "Sister Jack"                                                                           | 2005 | —  | —  | —  | — | —  | — | —  | —  | —   | Gimme Fiction           |
| "The Underdog"                                                                          | 2007 | —  | 3  | 26 | — | —  | — | 38 | —  | —   | Ga Ga Ga Ga Ga          |
| "You Got Yr. Cherry Bomb"                                                               | 2007 | —  | —  | —  | — | —  | — | —  | —  | —   | Ga Ga Ga Ga Ga          |
| "Don't You Evah"                                                                        | 2008 | 1  | 9  | 33 | 1 | —  | — | 50 | —  | —   | Ga Ga Ga Ga Ga          |
| "Got Nuffin"                                                                            | 2009 | 1  | —  | —  | — | 43 | — | —  | —  | —   | Transference            |
| "Written in Reverse"                                                                    | 2009 | 30 | —  | —  | — | —  | — | —  | 13 | —   | Transference            |
| "Rent I Pay"                                                                            | 2014 | —  | —  | —  | — | 44 | — | —  | —  | —   | They Want My Soul       |
| "Do You"                                                                                | 2014 | —  | 1  | 30 | — | 28 | — | —  | 33 | —   | They Want My Soul       |
| "Inside Out"                                                                            | 2014 | —  | 14 | —  | — | 33 | — | —  | —  | —   | They Want My Soul       |
| "TV Set"                                                                                | 2015 | —  | —  | —  | — | —  | — | —  | 33 | —   | —                       |
| "Hot Thoughts"                                                                          | 2017 | —  | 1  | 19 | — | 21 | — | —  | 43 | —   | Hot Thoughts            |
| "Can I Sit Next to You"                                                                 | 2017 | —  | 5  | 33 | — | —  | — | —  | 47 | —   | Hot Thoughts            |
| "Do I Have to Talk You Into It"                                                         | 2017 | —  | 18 | —  | — | —  | — | —  | —  | —   | Hot Thoughts            |
| "No Bullets Spent"                                                                      | 2019 | —  | 3  | —  | — | —  | — | —  | —  | —   | Everything Hits at Once |
| "Rainy Taxi (Big Beat)"                                                                 | 2020 | —  | —  | —  | — | —  | — | —  | —  | —   | —                       |
| "The Hardest Cut"                                                                       | 2021 | —  | 1  | 29 | — | —  | — | —  | —  | —   | Lucifer On the Sofa     |
| "Wild"                                                                                  | 2021 | —  | 3  | —  | — | —  | — | —  | 19 | —   | Lucifer On the Sofa     |
| "My Babe"                                                                               | 2022 | —  | 6  | —  | — | —  | — | —  | —  | —   | Lucifer On the Sofa     |
| "—" denota lançamentos que não entraram nas paradas ou não foram lançados nessa região. |      |    |    |    |   |    |   |    |    |     |                         |

## Outras músicas em paradas musicais
| Música              | Ano  | MEX | Álbum             |
| ------------------- | ---- | --- | ----------------- |
| "They Want My Soul" | 2015 | 35  | They Want My Soul |
| "Shotgun"           | 2017 | 39  | Hot Thoughts      |

## Outras canções
- "Primary (Nefarious Mix)" em "Dreamboat" (1995, Cassiel Records)
- "Don't Buy the Realistic" e "Telamon Bridge" em What's Up Matador? (1997, Matador Records)
- "Operação em andamento" no Rock and Roll Free-For-All Vol. 2 (1997, Nickel & Dime Records)
- "Tear Me Down" em Wig in a Box (2003, Off Records)
- "Decora" (capa de Yo La Tengo) em The Believer 2005 Music Issue CD (2005, The Believer)
- "The Book I Write" e 3 faixas lançadas anteriormente em Stranger than Fiction Original Soundtrack (2006, Columbia Records / Sony)
- "Well-Alright" em Dark Was the Night (2009, 4AD)